# Julius Körner
Axel Julius Körner, född 12 april 1880 i Stockholm, död 20 juni 1943, var en svensk elektroingenjör. 
Efter studentexamen 1899 och avgångsexamen från Kungliga Tekniska högskolan 1902 var Körner anställd hos Asea i Västerås 1903–16. Han bedrev konsulterande verksamhet i Stockholm 1916–19, var anställd hos Luth & Roséns Elektriska AB 1920–23 och bedrev egen konsulterande verksamhet från 1924 (vid Körners frånfälle övertogs rörelsen av Olov Åkerman).
Körner var redaktör för Teknisk Tidskrifts elektrotekniska avdelning från 1918, speciallärare i elektroteknik vid Kungliga Tekniska högskolan från 1931, särskild ledamot av kammarrätten från 1936, medlem av Svenska elektriska kommittén från 1916, ordförande i Svenska Teknologföreningens avdelning för elektroteknik 1921–22, medlem och sekreterare i järnvägselektrifieringskommittén 1920–23, sekreterare i 1930 års krafttaxekommitté, medlem av styrelsen för Elektrotechnischer Verein i Berlin 1933–36 och fellow av American Institute of Electrical Engineers. Han utarbetade elektrifieringsprojekt för järnväg och industrier, kommunikationsutredningar för bland annat Stockholm, Uppsala, Gävle, Jönköping och Karlskrona. 
Körner författade bland annat Tillämpad motorteknik och elektrisk bandrift (1927), Elektriska motorer och motoranläggningar (1928), Sveriges elektricitetsverksindustri, utgiven genom Svenska Elverksföreningen (1928), Motorvagnsdrift å järnvägar, utgiven av Ingenjörsvetenskapsakademien (1927), Elektroteknisk handbok (redaktör och medarbetare, 1941) samt ett 100-tal tidskriftsuppsatser i tekniska och allmänna ämnen.